# Suíça na Universíada de Verão de 2021
A Suíça participou da Universíada de Verão de 2021, que aconteceu em Chengdu, na China, entre 28 de julho e 8 de agosto de 2023.
Foram 71 atletas — 39 masculinos e 32 femininos — em 12 modalidades olímpicas.

## Competidores
Estas foram as modalidades e atletas que disputaram a edição:
| Esporte             | Masculino | Feminino | Total |
| ------------------- | --------- | -------- | ----- |
| Atletismo           | 6         | 13       | 19    |
| Badminton           | 4         | 4        | 8     |
| Esgrima             | 4         | 3        | 7     |
| Ginástica artística | 5         | 0        | 5     |
| Judo                | 0         | 2        | 2     |
| Natação             | 10        | 6        | 16    |
| Remo                | 1         | 0        | 1     |
| Saltos ornamentais  | 1         | 0        | 1     |
| Tênis               | 3         | 0        | 3     |
| Tênis de mesa       | 3         | 0        | 3     |
| Tiro                | 0         | 3        | 3     |
| Tiro com arco       | 2         | 1        | 3     |
| Total               | 39        | 32       | 71    |

## Medalhas

### Medalhistas
Estes foram os medalhistas desta edição:
| Jonas Schär Henry von der Schulenburg | Jeffrey von der Schulenburg |

| Noémie Salamin Veronica Vancardo | Oksana Aeschbacher Karin Disch |

| Jonas Schär | Jeffrey von der Schulenburg |

### Por modalidade
Estas foram as medalhas por modalidade nesta edição:
| Esporte   | Medalha de ouro | Medalha de prata | Medalha de bronze | Total de medalhas |
| --------- | --------------- | ---------------- | ----------------- | ----------------- |
| Tênis     | 1               | 1                | 1                 | 3                 |
| Atletismo | 1               | 0                | 2                 | 3                 |
| Judo      | 0               | 0                | 1                 | 1                 |
| Total     | 2               | 1                | 4                 | 7                 |